# Poilcourt-Sydney
Poilcourt-Sydney è un comune francese di 176 abitanti situato nel dipartimento delle Ardenne nella regione del Grand Est.

## Società

### Evoluzione demografica
Abitanti censiti